# Paragomphus sabicus
Paragomphus sabicus es una especie de libélula de la familia Gomphidae.

## Distribución
En África oriental la especie se ha encontrado en el delta del Rufiji (Tanzania), Shimba Hills y el río Ewaso Ng'iro y sus afluentes (Kenia) y Nkhata Bay y el área del Monte Mulanje (Malawi) .
En el noreste de África, se ha registrado su presencia en Kenia (río Morun). La especie es muy estacional y grandes áreas del norte de Kenia, el sur de Sudán y el sur de Etiopía no han sido estudiadas en absoluto, por lo que puede suponerse una distribución más amplia que la conocida en la actualidad.
En el sur de África, la especie habita en los ríos tropicales más grandes: Zambeze, Okavango y Limpopo.

## Hábitat
Sus hábitats naturales son: bosques subtropicales o tropicales húmedos de baja altitud, matorral árido tropical o subtropical, matorral húmedo tropical o subtropical y ríos.